# Iványi Antal (informatikus)
Iványi Antal, teljes nevén Iványi Antal Miklós (Kecskemét, 1942. január 23. – Budapest, 2017. január 8.) informatikus, egyetemi tanár.

## Életpályája
1965-ben Veszprémben vegyészmérnöki, majd 1969-ben az ELTE-n matematika diplomát szerzett. 1971-től tanított az ELTE numerikus matematika tanszékén, majd 2003-tól, az akkor alakult Informatika Karon 2012-es nyugdíjazásig.
Érdeklődése már korán  a számítógépek felé fordította. Kezdetben numerikus matematikát, programozást tanított (Algol, programozás kémiai alkalmazásokkal). 1972 és 1975 között, majd 1983–84-ben a Moszkvai Állami Egyetemen dolgozott.
1972-ben egyetemi doktori, 1978-ban kandidátusi, 1984-ben a tudomány doktora címet kapta matematikából és számítástudományból. 1984 és 1989 között évenkénti nemzetközi tudományos konferenciát szervezett az ifjú programtervezők részére.

## Munkássága
Kutatási érdeklődése magába foglalja a matematika és informatika számos területét, legfőképpen az algoritmusok elemzését. 
Az oktatás és kutatás mellett részt vett szakkönyvek fordításában (például Donald Knuth: A számítógép-programozás művészete), több szakköny fordításának, valamint eredeti szakkönyveknek alkotó szerkesztője volt.
Tevékenységért 2005-ben megkapta a Neumann János Számítógép-tudományi Társaság Neumann-díját.
Tagja volt az Annales Universitatis Scientiarum Budapestinensis de Rolando Eötvös nominatae, Sectio Computatorica és az Acta Universitatis Sapientiae, Informatica szaklapok szerkesztő bizottságának.

## Önálló kötetei
- Párhuzamos algoritmusok, ELTE Eötvös Kiadó, Budapest, 2003
- A.  Iványi,  R.  L.  Szmelianki,  Az elméleti programozás elemei (oroszul), Moszkvai Állami Egyetem, 1985. 193 o.

## Szerkesztései
- T. H. Cormen, C. E. Leiserson, R. L. Rivest: Algoritmusok, Műszaki Könyvkiadó, 1997, 1999, 2001. (fordítás)
- T. H. Cormen, C. E. Leiserson, R. L. Rivest, C. Stein:  Új  algoritmusok, Scolar Könyvkiadó, 2003 (fordítás)
- Nancy Ann Lynch: Osztott algoritmusok, Pult Kft. 2002 (fordítás)
- Informatikai algoritmusok 1. kötet, Budapest, ELTE Eötvös Kiadó, 2004.
- Informatikai algoritmusok 2. kötet, Budapest, ELTE Eötvös Kiadó, 2005.
- Informatikai algoritmusok 3. kötet, Budapest, ELTE Eötvös Kiadó, 2013.
- Algorithms of Informatics. Vol. 1. Foundations. 2007. mondAT Kiadó. (fordítás magyarról)
- Algorithms of Informatics. Vol. 2. Applications. 2007. mondAT Kiado. (fordítás magyarról)
- Algorithms of Informatics. Vol. 3. Selected topics 2013. Mondat Kft. (fordítás magyarról)
- Angol-magyar  informatikai  szótar,  Budapest,  Tinta Könyvkiadó, 2006.
- Donald E. Knuth: A számítógép-programozás művészete, 1. kötet 1. rész.: MMIX RISC számítógép az új évezrednek, AnTonCom Budapest, 2009. (fordítás)
- Donald E. Knuth: A számítógép-programozás művészete, 4. kötet 1. rész.: Bevezetés  a  kombinatorikai  algoritmusokhoz   és a  Boole-függvényekhez, AnTonCom Budapest, 2009. (fordítás)
- Donald E. Knuth: A számítógép-programozás művészete, 4. kötet 2. rész.: Permutációk  és n-esek előállítása, AnTonCom Budapest, 2008. (fordítás)
- Donald E. Knuth: A számítógép-programozás művészete, 4. kötet 3. rész.: Kombinációk és  partíciók  előállítása, AnTonCom Budapest, 2008. (fordítás)
- Donald E. Knuth: A számítógép-programozás művészete, 4. kötet 4. rész.: Fák előállítása. Kombinatorikus előállítások története, AnTonCom Budapest, 2008. (fordítás)